# Turkey (Carolina del Nord)
Turkey è un comune degli Stati Uniti d'America, situato in Carolina del Nord, nella contea di Sampson.

## Storia
Il primo nome della città era Springville. Durante i primi tempi dell'insediamento un grande gruppo di tacchini selvatici invase la zona, e la gente del posto lo considerò come un segno e cambio nome al paese. 
Questo nome tuttavia nel tempo ha generato alcuni equivoci: di tanto in tanto l'ufficio postale della città riceve posta destinata alla Turchia. Talvolta l'ufficio postale riceve lettere dai collezionisti di francobolli che chiedono un annullo postale per il Giorno del ringraziamento.
Cherrydale (una casa storica costruita nel 1832) e la fattoria Hollingsworth-Hines (costruita tra il 1785 e il 1800) sono state aggiunte al registro nazionale dei luoghi storici degli Stati Uniti nel 1986.